# Philippines Football League 2017
Die Philippines Football League 2017 war die erste Spielzeit der höchsten philippinischen Fußballliga seit der offiziellen Einführung im Jahr 2017. Sie löste die United Football League ab.

## Teilnehmende Mannschaften
| Team             | Stadt        | Heimstadion                    | Kapazität |
| ---------------- | ------------ | ------------------------------ | --------- |
| Ceres-Negros FC  | Bacolod City | Panaad Stadium                 | 8000      |
| Davao Aguilas    | Tagum        | Davao del Norte Sports Complex | 3000      |
| Global Cebu      | Cebu City    | Cebu City Sports Complex       |           |
| Ilocos United FC | Bantay       | Quirino Stadium                | 5000      |
| JPV Marikina FC  | Marikina     | Marikina Sports Center         | 15.000    |
| Kaya–Makati      | Makati City  | University of Makati Stadium   | 4000      |
| Meralco Manila   | Manila       | Rizal Memorial Stadium         | 12.873    |
| Stallion Laguna  | Biñan        | Biñan Football Stadium         | 2580      |

## Tabelle Reguläre Saison
| Pl.                    | Verein           | Sp. | S  | U  | N  | Tore    | Diff. | Punkte |
| ---------------------- | ---------------- | --- | -- | -- | -- | ------- | ----- | ------ |
| 1.                     | Meralco Manila   | 28  | 17 | 7  | 4  | 043:220 | +21   | 58     |
| 2.                     | Ceres-Negros FC  | 28  | 17 | 6  | 5  | 076:270 | +49   | 57     |
| 3.                     | Kaya–Makati      | 28  | 14 | 5  | 9  | 052:350 | +17   | 47     |
| 4.                     | Global Cebu      | 28  | 13 | 8  | 7  | 047:370 | +10   | 47     |
| 5.                     | Stallion Laguna  | 28  | 9  | 8  | 11 | 039:490 | −10   | 35     |
| 6.                     | JPV Marikina FC  | 28  | 9  | 6  | 13 | 042:480 | −6    | 33     |
| 7.                     | Davao Aguilas    | 28  | 4  | 10 | 14 | 035:560 | −21   | 22     |
| 8.                     | Ilocos United FC | 28  | 1  | 6  | 21 | 024:730 | −49   | 09     |
| Stand: Saisonende 2017 |                  |     |    |    |    |         |       |        |

## Finalrunde

### Halbfinale
| Datum                   |             | Gesamt |                 | Hinspiel | Rückspiel |
| ----------------------- | ----------- | ------ | --------------- | -------- | --------- |
| 2. und 9. Dezember 2017 | Global Cebu | 3:2    | Meralco Manila  | 2:1      | 1:1       |
| 3. und 9. Dezember 2017 | Kaya–Makati | 1:3    | Ceres-Negros FC | 0:1      | 1:2       |

### Spiel um Platz 3
| Datum             |                | Ergebnis |             |
| ----------------- | -------------- | -------- | ----------- |
| 15. Dezember 2017 | Meralco Manila | 3:1      | Kaya–Makati |

### Finale
| Datum             |                 | Ergebnis |             |
| ----------------- | --------------- | -------- | ----------- |
| 16. Dezember 2017 | Ceres-Negros FC | 4:1      | Global Cebu |

## Beste Torschützen
| Platz | Spieler            | Mannschaft      | Tore |
| ----- | ------------------ | --------------- | ---- |
| 1.    | Bienvenido Marañón | Ceres-Negros FC | 22   |
| 2.    | Fernando Rodríguez | Ceres-Negros FC | 21   |
| 3.    | Jordan Mintah      | Kaya–Makati     | 18   |
| 4.    | Takumi Uesato      | JPV Marikina FC | 16   |
| 5.    | Jesus Melliza      | Stallion Laguna | 13   |
| 6.    | Harry Sawyer       | Davao Aguilas   | 10   |
| 6.    | Phil Younghusband  | Davao Aguilas   | 10   |
| 6.    | Takashi Odawara    | JPV Marikina FC | 10   |
| 6.    | Iain Ramsay        | Ceres-Negros FC | 10   |
| 10.   | Robert Lopez Mendy | Kaya–Makati     | 9    |
| 10.   | James Younghusband | Davao Aguilas   | 9    |
| 10.   | Rufo Sánchez       | Global Cebu     | 9    |

## Top Assists
| Platz | Spieler            | Mannschaft      | Tore |
| ----- | ------------------ | --------------- | ---- |
| 1.    | Iain Ramsay        | Ceres-Negros FC | 12   |
| 2.    | Stephan Schröck    | Ceres-Negros FC | 10   |
| 3.    | OJ Porteria        | Ceres-Negros FC | 9    |
| 4.    | Tahj Minniecon     | Meralco Manila  | 8    |
| 4.    | Robert Lopez Mendy | Kaya–Makati     | 8    |
| 4.    | Bienvenido Marañón | Ceres-Negros FC | 8    |
| 7.    | Phil Younghusband  | Meralco Manila  | 7    |
| 7.    | Hikaru Minegishi   | Global Cebu     | 7    |
| 9.    | Takashi Odawara    | JPV Marikina FC | 6    |
| 9.    | Miguel Tanton      | Kaya–Makati     | 6    |
| 9.    | Manuel Ott         | Ceres-Negros FC | 6    |
| 9.    | Koichi Belgira     | JPV Marikina FC | 6    |

## Clean Sheets (Weiße Weste)
| Platz | Spieler               | Mannschaft      | Tore |
| ----- | --------------------- | --------------- | ---- |
| 1.    | Roland Müller         | Ceres-Negros FC | 9    |
| 2.    | Benito Rosalia        | Stallion Laguna | 7    |
| 2.    | Florencio Badelic Jr. | Meralco Manila  | 7    |
| 2.    | Patrick Deyto         | Global Cebu     | 7    |
| 5.    | Ref Cuaresma          | Kaya–Makati     | 6    |
| 6.    | Marko Trkulja         | Davao Aguilas   | 4    |
| 6.    | Nathanael Villanueva  | Meralco Manila  | 4    |
| 8.    | Nelson Gasic          | JPV Marikina FC | 3    |
| 9.    | Zach Banzon           | Kaya–Makati     | 2    |
| 9.    | Louie Casas           | Ceres-Negros FC | 2    |